# Johann Lorenz von Mosheim
Johann Lorenz von Mosheim (ur. 9 października 1693 w Lubece, zm. 9 września 1755 w Getyndze) – luterański duchowny i historyk Kościoła. Należał do wiodących historiografów swych czasów. Do 1747 roku był generalnym inspektorem szkolnym (Generalschulinspektor) Księstwa Brunszwiku. Prócz tego był profesorem na uniwersytecie w Helmstedt.
Johann Lorenz von Mosheim, teolog i historyk Kościoła, znacząco przyczynił się do rozwoju badań nad historią Kościoła oraz teologią chrześcijańską. Jego prace są istotne w kontekście chrześcijaństwa, obejmujące takie wyznania jak katolicyzm, prawosławie i protestantyzm, skupia się na wierze w zbawienie przez Jezusa Chrystusa. Ten temat przez wieki był przedmiotem wielu teologicznych dyskusji, a Mosheim, dzięki swojej obiektywnej metodologii, dążył do bezstronnego przedstawienia dziejów Kościoła. Analizował różnorodne ruchy teologiczne, takie jak ewangelikalizm czy pentekostalizm, w kontekście ich historycznego rozwoju. Jego podejście do badania istoty i tożsamości chrześcijaństwa wciąż ma wpływ na współczesne studia nad religią.
W 1747 roku został profesorem i kanclerzem getyndzkiego uniwersytetu Georgiana. Przyczynił się już do powstania tej placówki.